# Musashi (novela)
Musashi (宮本武蔵 'Miyamoto Musashi'?) es una novela japonesa escrita por Eiji Yoshikawa y publicada por entregas en 1935 en Asahi Shimbun.

## Introducción

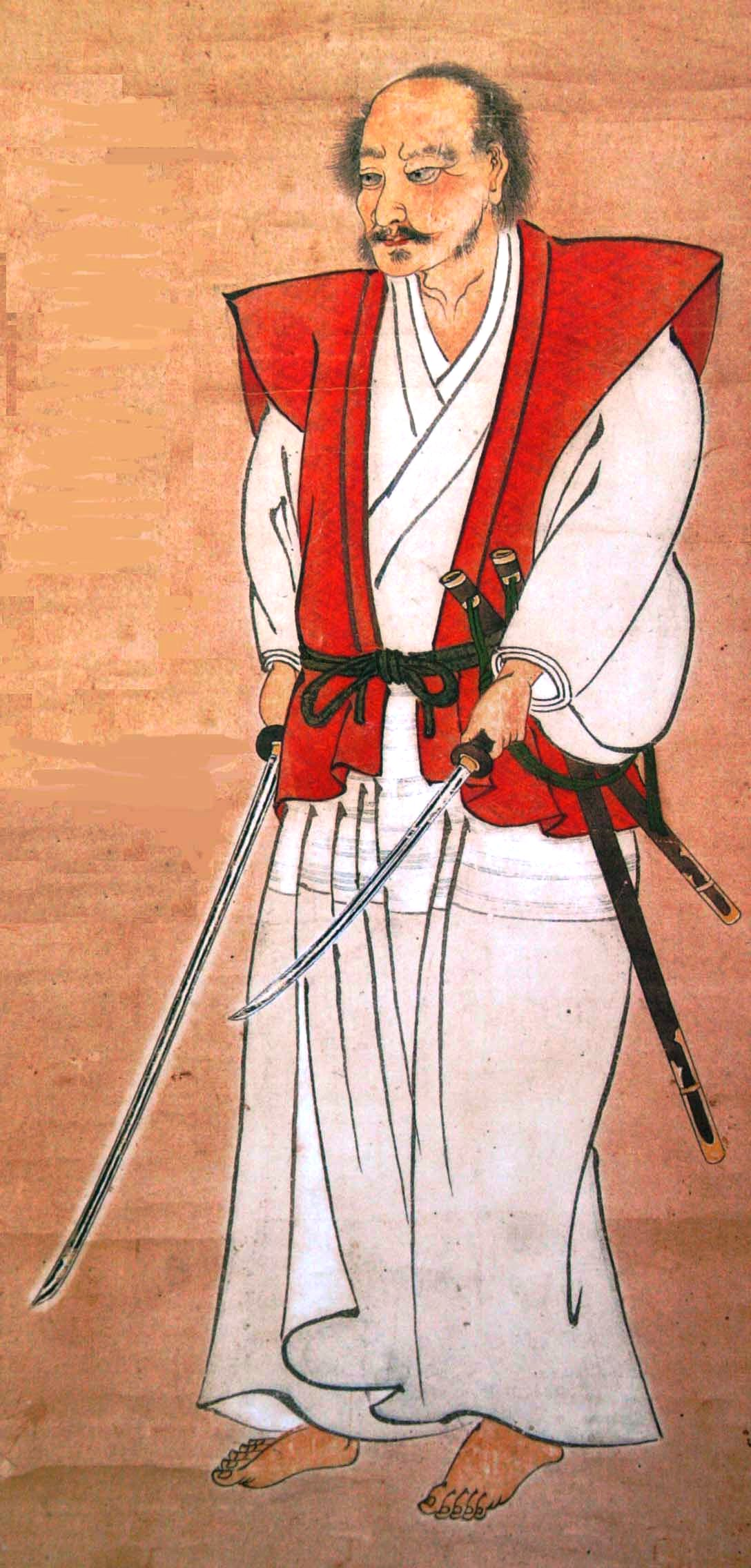
Autorretrato de Miyamoto Musashi. 1640.

Es un relato de ficción basado en la biografía de Miyamoto Musashi, autor de "Libro de los cinco anillos" y probablemente el espadachín japonés más famoso.
Esta larga novela se compone de varios tomos (el número depende de la edición, pues hay varias) que relatan las andanzas de Musashi, desde el final de la batalla de Sekigahara hasta su épico duelo con Sasaki Kojirō (佐々木小次郎?) en Ganryū-jima (巌流島?) (Isla de Ganryū). A medida que avanza el relato, Musashi va evolucionando en su búsqueda de la perfección del arte de la espada y se va haciendo cada vez más famoso. Al final inventa el estilo "ni-tō-ryū" (二刀流?) en el que se empuñan a la vez la katana y el wakizashi, algo inaudito en aquella época.
La novela tuvo tanto éxito que ha tenido varias adaptaciones desde que se publicó. Se hicieron series de televisión,videojuegos, películas y hasta cómics.

## Publicación
- Musashi 1. La leyenda del samurai. Autor: Eiji Yoshikawa. Traductor: Jordi Fibla. Editorial Quaterni, 2010. Lenguaje: castellano.
- Musashi 2. El Camino de la Espada. Traductor: Jordi Fibla. Editorial Quaterni, 2010. Lenguaje: castellano.
- Musashi 3. La luz perfecta. Autor: Eiji Yoshikawa. Traductor: Jordi Fibla. Editorial Quaterni, 2010. Lenguaje: castellano.
- Japón, Asahi Shimbun (ISBN NA). Fecha de publicación: 1935, por entregas.
- Yoshikawa, Eiji. Musashi. Trad. Charles S. Terry. Tokyo: Kodansha International Ltd., 1981 (primera edición en inglés) y 1993 (primera edición inglesa en rústica).

- Datos: Q537982